# Franz Poland

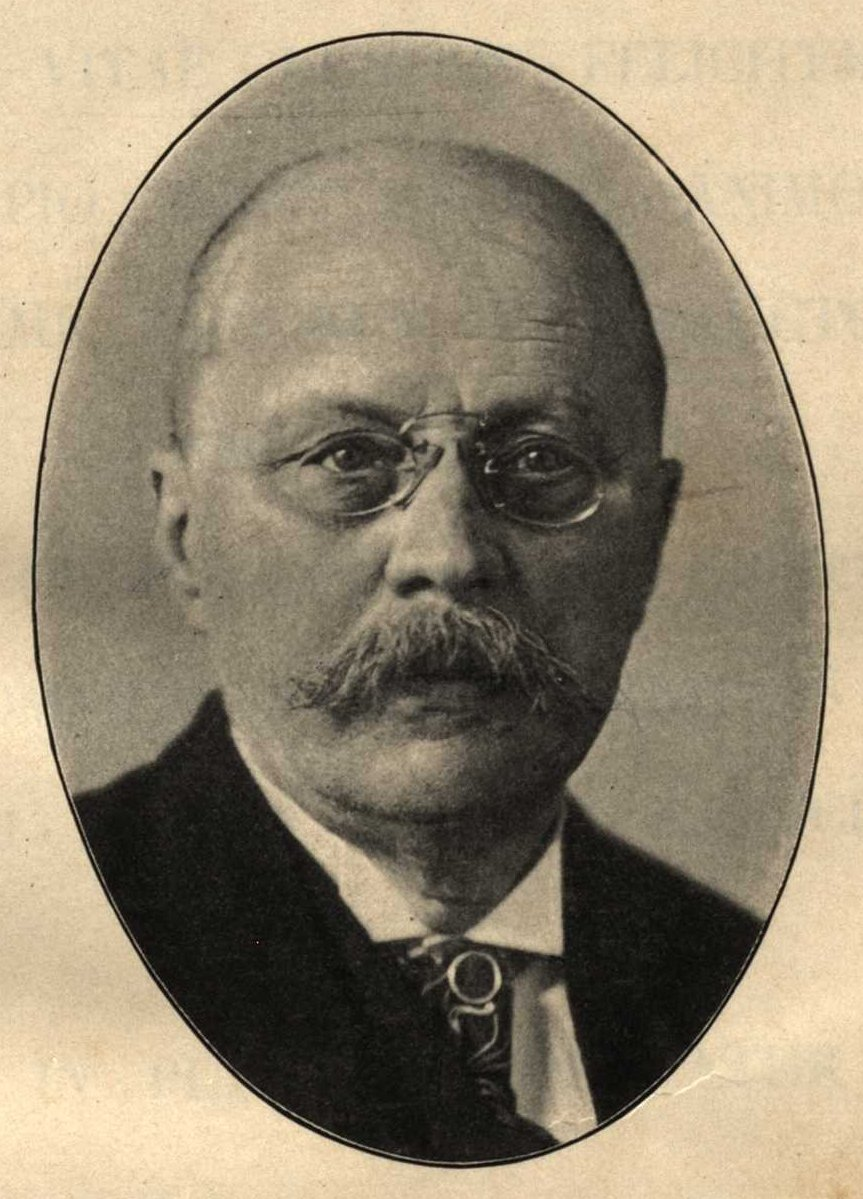
Franz Poland

Franz Poland (* 25. August 1857 in Pirna; † 31. März 1945 in Dresden) war ein deutscher Klassischer Philologe und Gymnasiallehrer.

## Leben
Franz Poland war der Sohn des Juristen Franz Poland (1813–1901), der zunächst als Advokat in Pirna und später als Richter in Dresden arbeitete. Der Sohn Franz Poland besuchte das katholische Progymnasium und anschließend ab 1872 die Kreuzschule in Dresden, die damals unter der Leitung von Friedrich Hultsch stand. Von 1877 bis 1882 studierte Poland an der Universität Leipzig Klassische Philologie, Germanistik, Alte Geschichte und Kunstgeschichte. Er schloss sein Studium 1882 mit der Promotion zum Dr. phil. und dem ersten Staatsexamen ab, leistete dann den Militärdienst beim 108. sächsischen Artillerieregiment ab und trat 1883 als Kandidat sein Probejahr an der Kreuzschule in Dresden an. Schon im folgenden Jahr wurde er als Oberlehrer an das neu gegründete Wettiner Gymnasium versetzt, an dem er seine gesamte Berufslaufbahn verbrachte. 1903 wurde er zum Gymnasialprofessor ernannt, 1908 zum Konrektor gewählt, 1910 zum Nachfolger des verstorbenen Rektors Otto Meltzer. Als Schulleiter organisierte Poland ab 1911 die Umwandlung der Anstalt von einem humanistischen Gymnasium in eine Reformschule nach dem Frankfurter Modell. Am Ersten Weltkrieg nahm Poland von November 1914 bis Ende 1915 teil. Als Kompagnieführer (zuletzt Hauptmann) diente er an der Unteroffiziersschule in Marienberg, später bei einem Ersatzbataillon in Pirna. Während seiner Dienstzeit wurde er vom Konrektor Dr. Karl Müller vertreten. Am 23. März 1923 trat Poland in den Ruhestand. Vom 1. Januar bis Ostern 1928 vertrat er den Rektor Ernst Boehm, der an die Universität Leipzig als Leiter des Pädagogischen Seminars gewechselt war.
Neben dem Schuldienst und im Ruhestand beschäftigte sich Poland mit wissenschaftlichen Studien. Sein Forschungsschwerpunkt war das griechische Vereinswesen. Daneben hatte er auch die Vermittlung der gesamten Antike in der Öffentlichkeit im Blick. Gemeinsam mit anderen Fachleuten (Fritz Baumgarten, Ernst Reisinger, Richard Wagner) verfasste er Schriften über Die hellenische Kultur und Die hellenistisch-römische Kultur, die schließlich zusammengefasst unter dem Titel Die antike Kultur in ihren Hauptzügen erschienen. Von 1917 bis zu seinem Tod gab Poland die Philologische Wochenschrift heraus, ein wichtiges Rezensionsorgan der Altertumswissenschaft in Deutschland. Neben diesen publizistischen Tätigkeiten war es besonders Polands Vereinsarbeit, die ihn zu einem Propagator der Antike machte. Er war Vorsitzender des Gymnasialvereins, Vorstandsmitglied des sächsischen Philologenvereins sowie Gründer und Leiter der Dresdner Gruppe des Deutschen Altphilologenverbandes. Außerdem gründete Poland die Dresdner Altertumsgesellschaft, deren zweite Abteilung er bis ins hohe Alter leitete und in der er zahlreiche Vorträge hielt.
Franz Poland war ab 1887 mit Emma Marie Anna Stock (1863–1936) verheiratet. Das Paar hatte unter anderem zwei Söhne, den Gymnasiallehrer Franz Theodor Poland (1889–1947) und Wolfgang Poland (1897–1916), die im Ersten Weltkrieg an der Front kämpften.

## Schriften (Auswahl)
- De legationibus Graecorum publicis. Leipzig 1885 (Dissertation).
- De collegiis artificum Dionysiacorum. Dresden 1895.
- Reuchlins Verdeutschung der ersten olynthischen Rede des Demosthenes. Berlin 1899.
- Die hellenische Kultur. Leipzig 1905. Zweite Auflage, Leipzig 1908. Dritte Auflage, Leipzig 1913.
- Geschichte des griechischen Vereinswesens. B. G. Teubner, Leipzig 1909, urn:nbn:de:bsz:14-db-id18955226171, Nachdruck Leipzig 1967.
- Die hellenistisch-römische Kultur. Leipzig 1913. Zweite Auflage, Leipzig 1915.
- Die antike Kultur in ihren Hauptzügen. Leipzig 1922. Zweite Auflage, Leipzig 1925.